# Культурный джетлаг
Культурный джетлаг (англ. Cultural jet lag) — это синдром, выражающийся в трудностях социализации индивидов, родившихся и выросших в межкультурных семьях и совершавших большое количество переездов в период становления личности, вследствие чего утрачивается взаимосвязь с корнями, культурными традициями и привычным кругом общения.

## Возникновение понятия
Термин «культурный джетлаг» впервые был озвучен Марком Перро в ходе его исследований в области межкультурной психологии. Он описывает это выражение как феномен частичной социализации у взрослых, родившихся от бикультурных либо национальных союзов, при этом чье детство сопровождалось частыми переездами на ключевых этапах развития личности. Джетлаг символически обозначает постоянные переезды как причину задержки в культурном развитии в результате разлучения с Родиной, наблюдаемого у данных индивидов.
Изначально, автор использовал выражения социального и культурного джетлага взаимозаменяемо, однако, выражение социального джетлага с тех пор скорее стало ассоциироваться с синдромом задержки сна, в то время как термин «культурный джетлаг» стал описывать явление, относящееся к трудностям социализации. В английском языке культурный джетлаг зачастую называют инициалами: CJL (англ. Cultural jet lag). Также, во время исследований по межкультурной психологии, Марк Перро придумал термин «культурная шизофрения», чтобы объяснить элементы психологического беспорядка у детей, постоянно подвергающихся изменениям в культурной и моральной среде. Данное выражение следует воспринимать образно, а не соотносить с фактически принятым психологическим определением, диагнозом или реальным симптомом клинической шизофрении.
Выражение «культурный джетлаг» также использовалось в 1980-х годах в США как название комикса, в котором комментировалась политика властей по остросоциальным темам. Комикс публиковался в сатирическом журнале «Humour Times», но не отражал реальный смысл последствий влияния культурного джетлага на людей.

## Группа риска
Прежде всего, культурному джетлагу подвержены так называемые дети третьей культуры. Данный термин впервые был использован в 1950-х годах Джоном и Рутом Усимами и описывает феномен детей третьей культуры как: 

 «Дети третьей культуры (ДТК) — дети экспатриантов, у которых формируется новый тип культуры на основе культур страны происхождения и страны пребывания …. ДТК — дети, которые перемещаются между различными культурами, прежде чем они получат возможность в полной мере осознать и развить свою собственную культурную принадлежность. Первая культура детей — культура страны происхождения их родителей. Вторая культура — страна проживания семьи в настоящий момент. Третья культура формируется в самих детях, как комбинация из первых двух.» — Дети третьей культуры
Культурная и социальная разобщённость, с которой сталкиваются ДТК,
связана с трудностями самоидентификации и попытками изучения культурных кодов различных общностей, вследствие чего не происходит принятия ни одного из них. Находясь длительное время среди множества культур, в конечном итоге человек оказывается вне какой-либо культуры.
Один из главных признаков культурного джетлага — продолжительное проживание в различных странах и регулярные локальные контакты с представителями других культур. Чем меньше возраст индивида, когда происходит смена привычного общества, и чем активнее интенсивность воздействия на психику, тем сильнее будет проявляться культурный джетлаг.

## Примеры
Дети третьей культуры, постоянно находясь между странами и в мультикультурной среде, также называются глобальными кочевниками и, как правило, испытывают различную степень отставания в культурном развитии. Однако, в то же время, они демонстрируют высокий уровень межкультурной компетентности, поскольку тесно контактировали с различными культурами, среди которых выросли. В некоторых случаях ДТК иллюстрируют более проницательное понимание, чем их монокультурные коллеги из-за многочисленных кросс-культурных коммуникаций: они обычно ощущают, что остаются за пределами культуры, являясь всего лишь сторонними наблюдателями, а не непосредственными участниками. Они не испытывают одинаковых побуждений, желаний и ограничений, в отличие от типичных представителей социума. Дети третьей культуры не имеют тяги к любым внутренним функциям отдельного общества (патриотизм, самоидентификация, национальная гордость, долг, преданность, поддержка любимой спортивной команды, политическая вовлечённость и т. д.).
Культурный джетлаг приводит к отсутствию понимания социума, которое может иметь разную силу влияния на детей третьей культуры, в зависимости от их характера и поддержки со стороны близких (в частности, друзей и семьи). Исследования, проведенные в фирмах, где работает максимально высокая концентрация так называемых детей третьей культуры (ДТК) (около 90 % сотрудников) показывают:
Почти все сотрудники с синдромом ДТК демонстрируют некоторую степень отставания в области культуры, при этом сам уровень образованности в этой сфере сильно варьируется от индивида к индивиду.
Чтобы избежать культурной разрозненности, которую данные индивиды испытывают с любым монокультурным человеком, даже часто путешествующим, они стараются налаживать контакты среди таких же поликультурных людей. Это широко распространено как в дружбе, так и в любви, и в трудовых отношениях.
Существует мнение, что культурный джетлаг усиливает определённые психологические аномалии: антисоциальное поведение, трудности с обязательствами, апатию и скуку, злоупотребление психотропными веществами, тревогу и недомогание, легкую депрессию и общее чувство отсутствия идентичности, морали и собственности.
С другой стороны, есть предположение, что культурный джетлаг, помогает людям проявлять их уникальные таланты. Данное явление лучше всего заметно в художественной и творческой деятельности: реклама, дизайн, музыка, поэзия — все это обуславливается необходимостью определённой абстракции от традиционных социальных и культурных моделей. Культурный джетлаг также предрасполагает детей третьей культуры к построению карьеры в областях, в которых необходимо мыслить глобально: международные отношения, гуманитарное и стратегическое мышление.

## Различия с другими феноменами
Культурный джетлаг иногда путают с несколькими близкими, но межкультурными явлениями иного рода:
Культурный шок. Культурный шок выражается в эмоциональном или физическом дискомфорте, обусловленным резкой сменой культурной среды (переезд). Культурный джетлаг отличается от культурного шока тем, что он не связан с конкретным событием, а является скорее пожизненным состоянием, связанным с особенностями кочевого воспитания. Культурный джетлаг не появляется внезапно и не нивелируется с течением времени. Человек, прошедший через культурно-деструктурированное воспитание, испытывает состояние культурного джетлага всю жизнь, в то время как последствия культурного шока нивелируются со временем.
Культурный джетлаг также отличается от культурного разрыва, которое остается между экспатриантом и принимающей страной, после преодоления первоначального культурного шока. Несмотря на чувство разъединения с принимающей страной, экспатриант не будет чувствовать себя потерянным, поскольку он или она все ещё сохраняет чувство привязанности к своей родной культуре. Даже если эта связь медленно со временем рассеивается, у экспатрианта никогда не проявятся те же психологические симптомы, что и у тех, кто испытывает на себе культурный джетлаг. Это связано с тем, что экспатриант всегда будет полагаться на психологическую стабильность, которую развивал на основе стабильной монокультурной референтности на ключевых этапах своего развития.
Культурный джетлаг также отличается от так называемого обратного культурного шока,- реакции, вызванной возвращением экспатрианта в родную страну после нескольких лет пребывания за границей. Как и в примере, описанном выше, никто не может внезапно ощутить культурный джетлаг, поскольку его симптомы обусловлены нетипичной средой развития, а не ситуационными переменами во взрослой жизни, то есть происходящими после периода становления личности.

## Текущие исследования
Большая часть исследований этой тематики была проведена в отношении детей третьей культуры. Однако, в данных исследованиях в основном описаны поведенческие признаки и социологические наблюдения. Серьёзное исследование психологических механизмов и последствий культурного джетлага было начато совсем недавно, причиной начала исследований стало мощное влияние глобализации на количество детей и будущих взрослых, способных в скором времени испытывать состояние культурного джетлага.
На данный момент ведутся исследования по поводу постулата о том, что культурный джетлаг происходит из-за нетипичного формирования суперэго в период становления личности ребёнка. В то время как типичные дети наследуют мораль и ценности сначала от своих родителей, а затем от своей среды, дети с синдромом культурного джетлага, лишенные единой моральной и культурной референтности в своей среде, испытывают определённые трудности в самоидентификации и в поиске своего эго.
Также проводятся статистические исследования для выявления психологических воздействий культурного джетлага, в частности:
- Распространенность клинических психологических аномалий у взрослых, подверженных культурному джетлагу;
- Копирование психологических реакций у подростков с синдромом культурного джетлага;
- Сравнение статистического распределения профилей Майерса—Бриггса у взрослых с синдромом культурного джетлага по сравнению с общей массой людей.